# منتخب نيوزيلندا تحت 18 سنة لهوكي الجليد للسيدات
منتخب نيوزيلندا تحت 18 سنة لهوكي الجليد للسيدات هو ممثل نيوزيلندا الرسمي في المنافسات الدولية في هوكي الجليد في فئة هوكي الجليد للسيدات ‏ تحت 18 سنة.